# Caribojosia youngi
Caribojosia youngi là một loài bướm đêm thuộc họ Notodontidae. Nó được tìm thấy ở Cộng hòa Dominica và adjacent Haiti.
Ấu trùng ăn mature leaves của Passiflora sexflora.